# Pont Vieux (Cluses)
Pour les articles homonymes, voir Pont Vieux.
Le pont Vieux est un pont situé à Cluses, département français de la Haute-Savoie, en France.

## Localisation
Le pont Vieux enjambe l'Arve au niveau du début de la Cluse géographique.

## Description
La portée de l'arc est de 25,50 m.

## Historique

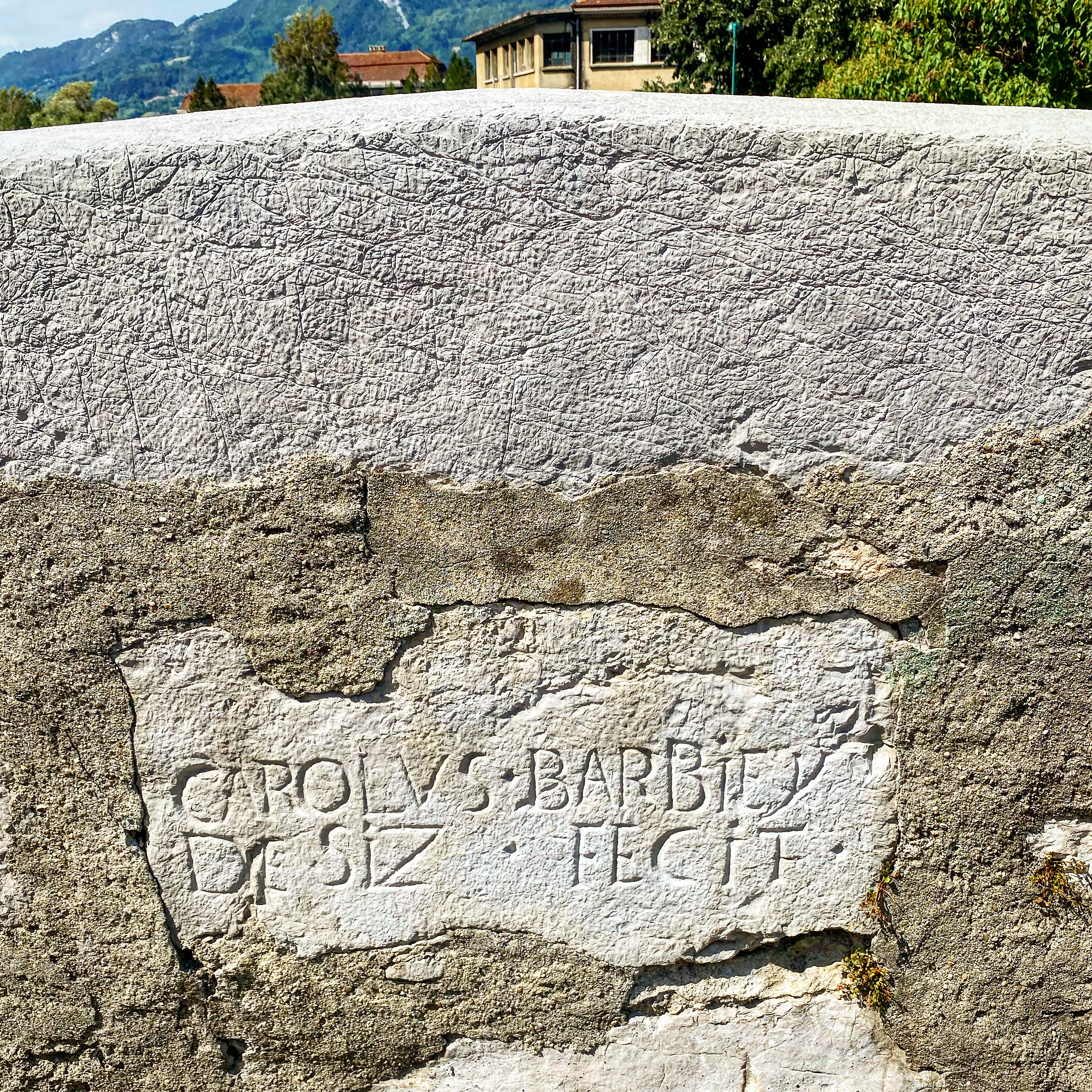
Carolus Barbiey de Siz Fecit

Ce pont fut le seul à permettre la traversée de l'Arve jusqu'à la construction du pont Neuf en 1850. Le premier pont Vieux a été bâti à l'époque des Romains puis rebâti au Moyen Âge. Le pont actuel a été construit en 1674 et restauré en 1833. Une inscription gravée dans la pierre mentionne le nom de l'architecte.
L'édifice est inscrit au titre des monuments historiques en 1975.